# Cmentarz wojenny w Bełżcu (Domałowiec)
Cmentarz wojenny w Bełżcu (Domałowiec) – cmentarz z I wojny światowej znajdujący się opodal wsi Bełżec w województwie lubelskim, w powiecie tomaszowskim, w gminie Bełżec.
Cmentarz na planie zbliżonym do kwadratu, otoczony siatką, jeden krzyż. Pochowanych jest tam około 80 żołnierzy w pojedynczych mogiłach oraz ok. 30-40 w mogile zbiorowej. Przy wejściu ustawiona tablica informacyjna.
W okolicy Bełżca znajduje się również cmentarz w Szczetach oraz cmentarz epidemiczny. 